# Библиотека душ
Библиотека душ (англ. Library of Souls) — роман, сиквел романа «Город Пустых» американского писателя Ренсома Риггза, третья книга в серии «Мисс Перегрин». Оригинал книги был выпущен на английском языке в США 22 сентября 2015 года издательством «Quirk Books».
Издание проиллюстрировано уникальными старинными фотографиями, и лишь немногие из них были обработаны в фоторедакторе.

## Сюжет
Джейкоб, Эмма и Эддисон в поисках похищенных странных детей перемещаются в викторианскую Англию. Мрачный Харон помогает доставить их оттуда в Дьявольский Акр, где находятся дети. В разрушенном и забытом мире героев ждут новые встречи. Джейкоб, сам не зная того, идет в хитроумную ловушку, ведь он тот самый библиотекарь, которого давно ищет Зло.